# Всеукраїнська надзвичайна комісія
Всеукраї́нська надзвича́йна комі́сія для боротьби́ з контрреволю́цією, спекуля́цією, сабота́жем та службо́вими зло́чинами скорочено ВУНК, або ВУЧК (від рос. Всеукраинская чрезвычайная комиссия по борьбе с контрреволюцией, спекуляцией, саботажем и преступлениями по должности) — державно-політичний карний орган уряду більшовиків.

## Історія
ВУЧК була органом комуністичного терору й утвердження більшовицької диктатури в Україні. 
ВУЧК створена в Україні 3 грудня 1918 року, як філія Всеросійської ЧК. Мала безпосередньо підпорядковуватися Тимчасовому робітничо-селянському урядові України (ТРСУУ). Роботу ВУЧК контролювали Наркомат юстиції УРСР та Верховна соціалістична інспекція України, а з 1920 року — Наркомат РСІ.
Для виконання завдань, що покладалися на ВУЧК, при ВУЧК і місцевих надзвичайних комісіях були створені військові частини.
22 березня 1922 року ВУЧК було ліквідовано; натомість створено ДПУ УРСР.

## Керівники ВУНК
- Шварц Ісаак Ізраїлевич (грудень 1918 — березень 1919)
- Лацис Мартин Іванович (квітень 1919 — вересень 1919)
- Манцев Василь Миколайович (1921 — березень 1922)